# The Stand
The Stand là một  cuốn tiểu thuyết hậu tận thế kinh dị / tưởng tượng của tác giả người Mỹ Stephen King. Nó mở rộng theo kịch bản của truyện ngắn "Night Surf" trước đó của anh, và đưa ra một tầm nhìn chi tiết về sự tan vỡ của xã hội sau khi phát sinh một chủng bệnh cúm đã được thay đổi danh riêng cho chiến tranh sinh học. Bệnh cúm này đã gây ra đại dịch hủy diệt, giết chết 99% dân số thế giới. Xuất bản năm 1978, The Stand là cuốn tiểu thuyết thứ tư và là tiểu thuyết dài nhất của Stephen King được xuất bản.

## Tiếp nhận
The Stand được đề cử cho Giải thưởng Tưởng tượng Thế giới cho Tiểu thuyết hay nhất năm 1979, và được chuyển thể thành cả một miniseries truyền hình cho kênh ABC và tiểu thuyết đồ họa được Marvel Comics xuất bản. Năm 2003, cuốn tiểu thuyết đã được liệt kê ở vị trí thứ 53 trên  thăm dò dư luận của BBC 's Big Read.